# Saba Lobzhanidze
 Saba Lobzhanidze ( georgisk: საბა ლობჟანიძე; født 18. december 1994) er en georgisk professionel fodboldspiller, som spiller for MLS-klubben Atlanta United og Georgiens landshold.

## Klubkarriere

### Tidlige karriere
Lobzhanidze er født i Tbilisi og begyndte at spille for Norchi Dinamoeli i en alder af 10 år. Senere kom han til Dinamo Tbilisi.

### Randers
I sommeren 2017 underskrev Lobzhanidze en treårig kontrakt med Randers.

### Ankaragücü
30. januar solgte Randers FC ham til tyrkiske Ankaragücü.

### Hatayspor
Lobzhanidze skiftede i juni 2021 til Hatayspor.

## Landsholdskarriere

### Ungdomskarriere
Lobzhanidze har repræsenteret Georgien på U/19 og U/21-niveau.

### Seniorlandshold
Lobzhanidze debuterede for seniorlandsholdet den 23. januar 2017.

## Titler
Dinamo Tbilisi
- Umaglesi Liga : 2015-16
- Georgiske pokalturnering: 2014-15 , 2015-16
- Georgiske Super Cup: 2015